# Significanza
La significanza è una nozione legata alla teoria letteraria. 
Secondo il teorico Michael Riffaterre, all'interno di un testo letterario, ogni singola parola interagisce con le altre nel contesto per creare un "effetto di senso", appunto una significanza. Dunque l'unità di senso del testo non sarebbe data dalle singole parole ma da tutto il testo e le parole perderebbero la loro referenzialità che invece hanno nel linguaggio ordinario. A seguito di ciò si crea una sostanziale differenza tra linguaggio comune e linguaggio della letteratura.